# Brain Salad Surgery
Albums de Emerson, Lake and Palmer
Trilogy
(1972) Welcome Back My Friends to the Show That Never Ends
(1974)
Albums studio par Emerson, Lake and Palmer
Trilogy
(1972) Works Volume I
(1977)
Singles
1. Jerusalem
Sortie : 1973

Brain Salad Surgery est le quatrième album studio du groupe rock progressif Emerson, Lake and Palmer, sorti en 1973. Sa pochette est réalisée par H. R. Giger. 
L'album est aussi disponible en version triple avec un DVD Audio et un CD remixé en 5.1 avec des versions alternatives et des chansons enregistrées pendant les sessions de BSS mais qui à l"époque sont parues en singles. Elles ont toutefois ressurgi sur "Works Vol 2". 
L'album marque aussi la première collaboration du poète-parolier Peter Sinfield, un autre ex-King Crimson, pour les textes. Étrangement, il ne participe qu'à l'écriture de deux pièces, soit Benny the bouncer et Karn Evil 9 ; Third Impression. À l'origine, cette dernière s'intitule Carnival 9, c'est sur les conseils de Sinfield qu'elle est réintitulée Karn Evil 9. C'est le premier album à sortir sur le label Manticore fondé par le trio.
En 2016, Connie Talbot enregistre une de ces chansons, Still... You Turn Me On, dans une version simplifiée avec guitare et chant, pour son album Matters to Me[réf. nécessaire].

## Titres

### Version originale LP (1973)

#### Face A
1. Jerusalem (Blake, Parry, (adapt. Emerson, Lake, Palmer) – 2:44
2. Toccata (Ginastera, arr. Emerson) – 7:22
3. Still... You Turn Me On (Paroles et Musique ; Lake) – 2:53
4. Benny the Bouncer (Musique ; Emerson - Paroles ; Lake, Sinfield) – 2:21
5. Karn Evil 9 
a). 1st Impression, Pt. 1 (Musique ; Emerson - Paroles ; Lake,) – 8:43

#### Face B
1. Karn Evil 9 
b). 1st Impression, Pt. 2 (Musique ; Emerson - Paroles ; Lake) – 4:46
c). 2d Impression (Musique ; Emerson, Sonny Rollins pour "St Thomas") – 7:07
d). 3rd Impression (Musique ; Emerson - Paroles ; Lake, Sinfield) – 9:03

### Version CD (2014)

#### CD 1
1. Jerusalem (Blake, Parry, (adapt. Emerson, Lake, Palmer) – 2:44
2. Toccata (Ginastera, arr. Emerson) – 7:22
3. Still... You Turn Me On (Paroles et Musique ; Lake) – 2:53
4. Benny the Bouncer (Musique ; Emerson - Paroles ; Lake, Sinfield) – 2:21
5. Karn Evil 9 – 29:54
a). 1st Impression, Pt. 1 (Musique ; Emerson - Paroles ; Lake,) – 8:43
b). 1st Impression, Pt. 2 (Musique ; Emerson - Paroles ; Lake) – 4:46
c). 2d Impression (Musique ; Emerson, Sonny Rollins pour "St Thomas") – 7:07
d). 3rd Impression (Musique ; Emerson - Paroles ; Lake, Sinfield) – 9:03

#### CD 2
- The Alternative Brain Salad Surgery

1. Karn Evil 9 3rd Impression (Backing Track Alternatif)
2. Jerusalem (Premier Mix)
3. Still... You Turn Me On (Premier Mix)
4. Toccata (Version Alternative)
5. Karn Evil 9 1st Impression Part 1 (Version Alternative)
6. Karn Evil 9 1st Impression Part 2 (Version Alternative)
7. Karn Evil 9 2nd Impression (Version Alternative)
8. Karn Evil 9 3rd Impression (Version Alternative)
9. Excerpts from Brain Salad Surgery (Version Flexi-Disc)
10. When The Apple Blossoms Bloom In The Windmills Of Your Mind I'll Be Your Valentine (B Side Single K13503)
11. Brain Salad Surgery (B Side Single K10946)
12. Brain Salad Surgery (Instrumental)
13. Karn Evil 9 3rd Impression (Version Alternative)

#### CD 3
- DVD-Audio : Super Sonic Brain Salad Surgery

1. Jerusalem
2. Toccata
3. Still... You Turn Me On
4. Benny The Bouncer
5. Karn Evil 9 1st Impression Part 1
6. Karn Evil 9 1st Impression Part 2
7. Karn Evil 9 2nd Impression
8. Karn Evil 9 3rd Impression

## Musiciens
D'après le livret accompagnant l'album :
- Keith Emerson – Orgues Hammond B3 & L-100, pianos acoustiques et électriques, clavecin, Clavinet, synthétiseurs Moog, Ensemble Moog Polyphonique (connu sous le nom de Constellation, comprenant les synthétiseurs Apollo polyphonique, Lyra monophonique et Taurus Moog), voix d'ordinateur (sur "Karn Evil 9: 3rd Impression")
- Greg Lake – voix, basse, guitares électriques et acoustiques ; production
- Carl Palmer – batterie, percussions, percussions électroniques

- Peter Sinfield : textes pour "Benny the Bouncer" & "Karn Evil 9 3rd Impression"

### Équipe technique
- Greg Lake - production
- Geoff Young - ingénieur (toutes les pistes sauf "Karn Evil 9: 1st Impression")
- Chris Kimsey – ingénieur ("Karn Evil 9 : 1st Impression")
- Barry Diament – Masterisation de CD[nb 1] (aux Studios Atlantic, New York)
- Joseph M. Palmaccio – Remasterisation de 1993[nb 2] (chez PolyGram Studios)
- Bill Inglot et Dan Hersch – remasterisation de 1996[5]
- John Kellogg - 2000 Production et mastering de remix 5.1[nb 3] (aux Magna Vision Studios, Santa Monica, Californie)
- Paul Klingberg - 2000 5.1 remix engineering, mixage et mastering (aux Magna Vision Studios, Santa Monica, Californie)
- Mark Chalecki – remasterisation 2007[nb 4] (chez Capitol Mastering, Hollywood)
- Paschal Byrne - Remasterisation stéréo 2008[nb 5] (chez The Audio Archiving Company, Londres)
- Andy Pearce – remasterisation 2011[nb 6], remasterisation 2014[6]
- Matt Wortham – remasterisation 2014
- Jakko Jakszyk – 2014 stéréo
- H. R. Giger – dessin de la jaquette
- Fabio Nicoli Associates – conception et direction artistique
- Rosemary Adams – photographie

## Charts et certifications
| Pays        | Durée du classement | Meilleur classement |
| ----------- | ------------------- | ------------------- |
| Allemagne   | 6 semaines          | 18e                 |
| Autriche    | 8 semaines          | 5e                  |
| Canada      | 28 semaines         | 10 e                |
| États-Unis  | 47 semaines         | 11e                 |
| Italie      | -                   | 9e                  |
| Norvège     | 12 semaines         | 5e                  |
| Royaume-Uni | 18 semaines         | 2e                  |

| Pays        | Certification | Ventes    | Date       |
| ----------- | ------------- | --------- | ---------- |
| États-Unis  | Or            | 500 000 + | 12/12/1973 |
| Royaume-Uni | Or            | 100 000 + | 01/03/1974 |